# Liste der Monuments historiques in Port-Launay
Die Liste der Monuments historiques in Port-Launay führt die Monuments historiques in der französischen Gemeinde Port-Launay auf.

## Liste der Bauwerke
| Bezeichnung      | Beschreibung | Standort                   | Kennzeichnung | Schutzstatus | Datum | Bild           |
| ---------------- | ------------ | -------------------------- | ------------- | ------------ | ----- | -------------- |
| Kapelle St-Aubin |              | Hameau de Lanvaïdic (Lage) | PA29000072    | Inscrit      | 2011  | weitere Bilder |

## Liste der Objekte
- Monuments historiques (Objekte) in Pont-Launay in der Base Palissy des französischen Kultusministeriums